# Sherin Khankan
Sherin Khankan, al secolo Ann Christine Khankan (Aarhus, 13 ottobre 1974), è una imam danese che ha fondato la moschea femminile Mariam a Copenaghen. È anche un'attivista sulle questioni musulmane, tra cui l'integrazione femminile e l'estremismo, e ha scritto numerosi testi che parlano dell'Islam e di politica.

## Biografia

### Primi anni
Khankan è nata ad Aarhus, in Danimarca, il 13 ottobre 1974 da un'immigrata finlandese di fede cattolica e da un rifugiato politico e femminista siriano di fede musulmana. La Khankan ha studiato a Damasco ed è tornata in Danimarca nel 2000, si considera nata tra due mondi e il suo obiettivo è quello di conciliare i contrasti.
Ha un master in sociologia di religione e filosofia dell'Università di Copenaghen.

### Carriera
Sherin Khankan ha guidato la fondazione di una moschea Mariam a Copenaghen. La moschea è diversa da altre moschee danesi perché è guidata da donne. Di solito, le donne guardavano le cerimonie religiose da un balcone. Moschee simili esistono negli Stati Uniti, in Canada e in Germania, ma, in Danimarca, questa è stata la prima. Khankan fondò un'organizzazione chiamata "musulmani critici" che erano interessati al legame tra religione e politica. Nel 2007 ha pubblicato un libro intitolato Islam e Riconciliazione - una materia pubblica.
Khankan osserva che le istituzioni cristiane, ebraiche e musulmane sono diventate patriarcali, e vede moschee guidate da donne come sfida a questa tradizione. Ha avuto qualche opposizione moderata, ma, in generale, dice che l’accettazione è stata solidale. La moschea ha aperto nel febbraio 2016 ma non ha iniziato formalmente  il servizio fino ad agosto. Khankan ha cantato la chiamata alla preghiera e 60 donne si sono raccolte intorno a un fast food. Un altro imam donna, Saliha Marie Fetteh, ha ottenuto i favori in cui ha parlato sull'argomento delle donne e dell'Islam. La nuova moschea ha condotto diversi matrimoni. La moschea sposa coppie di diverse religioni, che alcune moschee non lo permetteranno.
Khankan è stata nominata dalla BBC una delle 100 donne del 2016.